# Pierre Brana
Pour les articles homonymes, voir Brana (homonymie).
Pierre Brana, né le 28 mai 1933 à Bordeaux (Gironde), est un homme politique, écrivain et ingénieur EDF-GDF français qui a fait une carrière politique comme membre du Parti socialiste.

## Politique
Pierre Brana est né en 1933 à Bordeaux,. Il passe son enfance et sa jeunesse à Bacalan, quartier ouvrier et populaire de Bordeaux. Apres des études universitaires scientifiques et un service militaire en Algérie, il devient ingénieur d'EDF-GDF. À EDF, il est responsable syndical CGT de 1961 à 1981.
De 1970 à 1974, il est membre de la direction nationale du PSU. Puis il adhère au Parti socialiste dont il devient secrétaire fédéral de 1974 à 1979. En 1979 il accède au bureau exécutif du Parti socialiste et occupe les fonctions de secrétaire national aux Droits de l’Homme de 1981 à 1990.
Maire d'Eysines (Gironde) de 1977 à 2008, ancien conseiller général de Blanquefort (Gironde) (1982-2001) et ancien conseiller régional (1986-1988). Aux élections législatives de 1988, il est élu dans la 5e circonscription de la Gironde jusqu’en 1993. Battu par Xavier Pintat aux législatives de 1993, il est réélu en 1997  puis il est à nouveau battu par Jean-François Régère en 2002.
Membre de la commission des Affaires étrangères, il participe comme co-rapporteur à la Mission d'information parlementaire sur le Rwanda en 1998. Très attaché à ce problème et au travail de l'Assemblée nationale, il témoignera devant la Commission d'enquête citoyenne sur l'implication de la France au Rwanda pour défendre le travail des députés. Benoît Hamon fut l'un de ses assistants parlementaires à partir de 1991.
Chargé de mission auprès de Michel Rocard, ministre du Plan de 1981 à 1983, puis ministre de l’Agriculture de 1982 à 1986. Il est conseiller technique de Michel Rocard, Premier ministre en juin 1988.
Il est co-auteur de plusieurs ouvrages sur le mouvement ouvrier girondin et les néo-socialistes girondins.
Sa fille Sophie Brana, née en juin 1969, devient maire du Porge (Gironde) en mai 2020, après un mandat dans l'opposition.

## Publications
- Histoire des gaziers & électriciens bordelais, Institut Aquitain d'Etudes Sociale (IAES), 1975
- Adrien Marquet, Du socialisme à la collaboration (avec Joëlle Dusseau), Atlantica, 2001, 286 p.,  (ISBN 2843943221)
- Pour une Europe de sécurité et de justice, Coll. Rapport Assemb. Nat., La Documentation Française, 2002, 47 p., [lire en ligne]
- Mémoires d'un appelé en Algérie, éditions Sud Ouest, 2008 (réédition 2012), 205 p,  (ISBN 978-2-8177-0166-0)
- Robert Lacoste (1898-1989) : De la Dordogne à l'Algérie, un socialiste devant l'histoire (avec Joëlle Dusseau), L'Harmattan, 2010, 320 p.,  (ISBN 978-2-296-12077-8)
- Une Jeunesse bacalanaise, éditions Pleine Page, Bordeaux, 2010, 252 p.,  (ISBN 978-2-36042-000-1)
- Histoires de maire et autres histoires d'élu, éditions Pleine Page, 2011, 269 p.,  (ISBN 978-2-360-42003-2)
- Du syndicalisme au politique : Regard intérieur sur la CGT, le PSU et le PS, éditions Presses universitaires de Rennes, 2013, 260 p.,  (ISBN 978-2-7535-2803-1)
- Philippe Henriot : la voix de la collaboration, (avec Joëlle Dusseau), Perrin, 2017, 402 p.,  (ISBN 978-2-262-06480-8), [présentation en ligne]
- Mai 68 à Bordeaux (avec Joëlle Dusseau), La Geste, 2017, 237 p.,  (ISBN 978-2-36746-813-6)
- Vous êtes mes soldats : les Aquitains de Napoléon III  (avec Joëlle Dusseau), Bordeaux, Sud-Ouest, janvier 2020, 207 p. (ISBN 978-2817706979, présentation en ligne)
- Collaboratrices, 1940-1945, avec Joëlle Dusseau, Perrin, 2024.